# Issa Mohammed
Issa Mohammed Ibrahim Mohammed Al Muhairi (Dubai, 19 aprile 1980) è un calciatore emiratino, difensore dell'Al-Shabab e della Nazionale emiratina.

## Carriera
Nella stagione 2008-2009 ha giocato 6 partite nell'AFC Champions League.
Nella stagione 2011-2012 colleziona ulteriori 3 presenze in questa competizione realizzando anche 2 goal.